# Station Arneberg
Station Arneberg is een station in  Arneberg in fylke Innlandet  in  Noorwegen. Het station ligt aan Solørbanen die inmiddels gesloten is voor personenverkeer. Het station dateert uit 1893 en was een ontwerp van Paul Due, een architect die de meeste stations aan Solørbanen heeft ontworpen.